# Paul May
Pour les articles homonymes, voir May.
Paul May, de son vrai nom Paul Ostermayr, (né le 8 mai 1909 à Munich et mort le 25 février 1976 à Taufkirchen) est un réalisateur et scénariste allemand.

## Biographie
Il est le fils de Peter Ostermayr, producteur de films à la UFA, et de son épouse Olga, née Wernhard.
Après ses études secondaires à Feldkirch, il entre dans le monde du cinéma et apprend les techniques de laboratoire cinématographique. Il devient monteur en 1930 et assistant-réalisateur en 1935. C'est en 1938, avec Edelweißkönig, qu'il devient réalisateur.
Il prend en 1943 le pseudonyme de Paul May qu'il conserve après la Seconde Guerre Mondiale, et obtient ses plus grands succès : 08/15, Les Géants de la forêt, Via Mala, Le Dr. Mabuse contre Scotland Yard. Il tourne ensuite pour la télévision.
Il a dirigé plus d'une quarantaine de films entre 1935 et 1972.

## Filmographie
| - 1931 : La Mouche espagnole (Die spanische Fliege) de Georg Jacoby (comme monteur) - 1935 : La Sainte et son fou (en) (Die Heilige und ihr Narr), coréalisé avec Hans Deppe - 1939 : Le Roi des edelweiss (de) (Der Edelweißkönig) - 1939 : Le Barrage (de) (Waldrausch) - 1940 : La Lune de miel de Beate (Beates Flitterwoche) - 1940 : Mariage contrarié (en) (Links der Isar – rechts der Spree) - 1942 : Violanta (en) (également co-scénariste) - 1943 : Halte ! Douane ! (Die unheimliche Wandlung des Alex Roscher) - 1949 : Duel avec la mort (Duell mit dem Tod) (également scénariste) ; Prod. Georg Wilhelm Pabst - 1950 : Roi pour une nuit (de) (König für eine Nacht) (également producteur) - 1952 : Deux Êtres (de) (Zwei Menschen) - 1953 : Un jeune cœur plein d'amour (de) (Junges Herz voll Liebe) - 1954 : 08/15 - 1954 : Le Fantôme du cirque (Phantom des großen Zeltes) - 1955 : Docteurs et Infirmières (Oberarzt Dr. Solm) - 1955 : 08/15 s'en va-t-en-guerre (08/15 – Im Krieg) - 1955 : 08/15 Go Home (08/15 – In der Heimat) - 1956 : Weil du arm bist, mußt du früher sterben (de) - 1957 : Rendez-vous à Königssee (de) (Weißer Holunder) - 1957 : Violence sous les tropiques (de) (Flucht in die Tropennacht) - 1957 : Le Renard de Paris (Der Fuchs von Paris) | - 1958 : Doctoresse de campagne (de) (Die Landärztin) - 1959 : Les Géants de la forêt (Und ewig singen die Wälder) - 1959 : Laissez-nous vivre (de) (Heimat – Deine Lieder) - 1960 : Der Schleier fiel… (de) - 1960 : Les chacals meurent à l'aube (Soldatensender Calais) - 1961 : Via Mala (également co-scénariste) - 1961 : Freddy et les millionnaires (de) (Freddy und der Millionär) - 1962 : L'Ivresse de la forêt (Waldrausch) - 1963 : Crie comme tu peux (de) (Barras heute) - 1963 : Mabuse attaque Scotland Yard (Scotland Yard jagt Dr. Mabuse) - 1964 : Die Truhe (TV) - 1964 : Die Schlüssel (de) (TV) - 1965 : Acht Stunden Zeit (de) (TV) - 1966 : Melissa (de) - 1967 : Passions d'une nuit d'été (de) (Mittsommernacht) - 1967-1968 : Sherlock Holmes (de) (série télévisée) - 1969 : Königlich Bayerisches Amtsgericht (de) (série télévisée) - 1970 : Theatergarderobe (série télévisée) - 1971-1972 : Fünf Tage hat die Woche (série télévisée) |